# 六四事件三十週年
2019年6月4日，六四事件三十周年，香港、台湾等地举行活动纪念中国共产党派遣中国人民解放军于1989年6月4日展开的武装清场。由于适逢五四运动100周年、中华人民共和国建国70周年，以及港府《逃犯條例》修訂，这一年的纪念意义显得比往年更为重大。

## 当局动作

### 网络审查
与往年一样，中共当局在纪念日前夕开展广泛的“维稳”行动。多个社交媒体屏蔽了和六四事件有关的关键词和图片，部分网民甚至发现搜索“今天”也没有结果显示 。
美国众议院议长南茜·佩洛西讽刺称，中国大陆青年看见“坦克人”居然以为是清凉饮料广告明星。
网民报告访问VPN和社交媒体网站时出现了问题。微博用户无法搜索“天安门”及和纪念日有关的数字“4”、“6”和“30”。微信用户不能更改用户名和头像。多个弹幕视频网站以“系统升级”为由提前关闭了实时弹幕功能，其他网站也受到了“维护”的影响。
北京字节跳动公司（旗下有抖音软件）的两名审查员坦承中国当局如今拥有自动探测屏蔽事件相关内容的工具，经机器学习和声音图像识别技术的辅助，可以识别包含敏感词的帖文，准确度极高。六四清场、台湾和西藏等敏感议题的搜索词得益于人工智能，已经实现自动化筛查。
自2015年起中文版遭封锁的维基百科在中国也出现了所有版本无法访问的情况，该情况在4月便开始有用户反映。监测防火长城动向的多个组织称中国当局自2019年4月23日全域封锁了wikipedia.org。媒体认为当局是为了应对六四三十周年才扩大对维基百科的屏蔽的。
4月份，德国徕卡相机公司发布广告《徕卡：猎手》。这部长达5分钟的广告，将摄影记者们比作“猎人”，展现他们在武装冲突中冒死记录现场的历史场景。其中一位记者从北京饭店客房的窗户拍下只身阻挡坦克前进的“王维林”。中国社交媒体迅速封锁了该广告，“徕卡”一词一度被微博屏蔽。徕卡公司尝试撇清关系，表示广告并非由官方授意制作。负责制片的巴西广告公司上奇广告翌日表示影片由他们与巴西的客户代表“联手制作”，得到客户的赞同。
4月17日，英国第四频道播出由同名舞台剧改编的电视剧《中美国》以纪念六四事件三十周年，随后此剧遭中国大陆全网封杀。
张学友歌曲《人间道》因影射六四事件被Apple Music、QQ音乐、网易云音乐、虾米音乐、QQ音乐等主流音乐流媒体平台下架。香港歌手黄耀明和他的乐队达明一派、歌手何韵诗的作品也被下架。
Twitter在纪念日前夕封停了部分批评中国政府的用户账号。活动人士表示，这轮受影响的用户多达数百人，当中不仅有持不同政见者，还有一位记录新疆地区维吾尔族失踪状况的活动人士。Twitter官方表示，平台一直在清理参与各种形式平台操纵的账号，包括垃圾信息及其他不实信息等行为，这次是因为例行行为出现误报引发误报。尽管Twitter已经道歉，活动人士们仍不买账，要求进一步解释。美国参议员马可·卢比奥批评Twitter已经成为中国审查员的代理人 。
报道该事件的《卫报》、《华盛顿邮报》及NBC新闻等媒体官网被防火长城封锁。

### 执法部门
纪念日前夕，当局与往年一样拘禁或带走大批异见人士，其中胡佳被带到距离北京321公里的秦皇岛。曾参与当年学运的记者高瑜自1月14日赵紫阳逝世14周年日起被软禁，她表示当局对自己的管控较往年有所加强。之后，当局把她带离北京，6月4日才返回。
天安门母亲运动发起人张先玲称赵紫阳逝世日当天国内安全保卫出现在她家门外，5月4日国保登门拜访。张先玲和高瑜都表示她们的电话被窃听。尽管如此，张先玲还是发表了一段视频消息，感谢香港举办烛光晚会：“30年来，维园的烛光陪伴着我们走过坎坷的历程，温暖我们的心灵”。5月底，组织创办人丁子霖被国保带离北京，到老家江苏的秘密地点度过纪念日。
人权观察组织中国观察员表示：“中国现在的人权处在天安门大屠杀三十年来的最低水平，草根社会活动面临最艰难的时期”。
2019年4月4日，四名因在家中自制纪念六四事件的酒品而遭逮捕的四川籍男子中的最后一位被判处42个月有期徒刑。同案的另外三人被控“寻衅滋事罪”，但被判处缓刑。报道指，酒瓶印有坦克人王维林的照片，标明“27年陈酿”（2016年是27周年），酒精度64%。此外，酒瓶印着“八酒六四”的字样（“酒”是“九”的谐音），售价89.64元，均指涉镇压日。尽管产品被收缴，但有一瓶酒剩下并被偷运出境，在中东、法国、美国巡回展览后，最终在香港的六四紀念館展出。
中国摇滚音乐人李志常创作关于社会议题的民谣，曾公开为天安门事件发声。纪念日3个月前，当局禁止他公开演出，他的社交账号也被删除，中国主要的流媒体网站下架了他的所有作品。
学生运动领导者封从德从东京飞往香港，原计划出席维多利亚公园的烛光晚会，但在下机时被香港国际机场入境处职员带走。之后，他被原机遣返。

## 纪念活动

### 香港

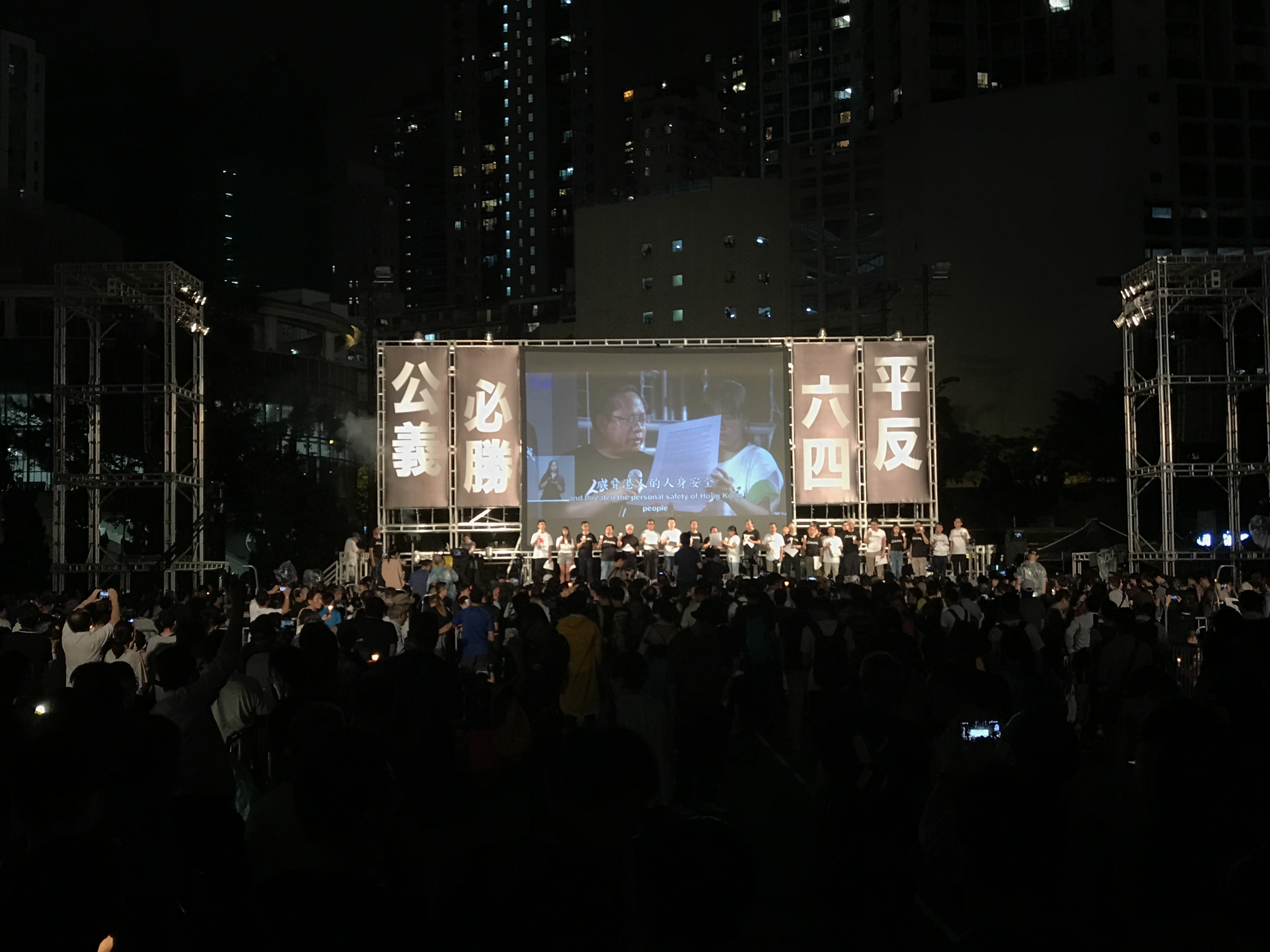
維園六四燭光晚會的主看台，兩側橫幅分別寫道：「平反六四 公義必勝」

民主派议员第19次在立法会上提出呼吁港人记住六四事件的动议，经过三个小时的辩论，议案以23票支持、28票反对、9票空缺被否决。建制派议员及官员未出席辩论。
当晚，维园六四烛光晚会如期举行，大會宣布估計參與人數超過18萬人，警方指最高峰3.7萬人，創雨傘運動後的新高。科大社會科學部副教授成名指，燭光集會人數顯著反彈，與港府硬推《逃犯條例》修訂，及與內地人權狀況轉差有關。中文大學政治及行政學系高級講師蔡子強也指，人數多除了因為今年是六四30周年，也因為港府硬推修例使社會氣氛劍拔弩張，年輕人也感到覆巢之下無完卵，擔心修例通過而團結起來向京抗議。
另外，六四籌款金額達275萬，創下1993年以来的紀錄。支聯會秘書李卓人指出捐款增加反映市民對未來有憂慮。

### 澳门
澳門民主發展聯委會晚上八時在議事亭前地舉行燭光集會，有300多人參與，亦有不少人圍觀。

### 台湾
台湾艺术家雪克以坦克人王维林为灵感设计热气球艺术品。该艺术品于三十周年纪念日前夕在台北中正纪念堂前广场展出，为期两周。纪念日当晚，台北自由广场举行纪念活动，总统蔡英文、前行政院长赖清德及其他官员出席。

### 英國
中国劳工团结（China Labour Solidarity）组织于6月1日星期六在伦敦波特兰广场49号的中国驻英国大使馆门外聚会，纪念天安门运动。

### 美國
美国国家民主基金会宣布于6月4日六四事件三十周年当天在美国国会举行年度民主奖颁奖仪式，表彰民主人士。获奖者包括世界维吾尔代表大会、西藏行动研究院（Tibet Action Insitute）和中国援助组织（ChinaAid）。众议院共和党会议主席利兹·切尼、华金·卡斯特罗、麦克·麦克考和众议院议长南茜·佩洛西在活动上发言。

### 德國
德国联邦议院绿党派举行“天安门大屠杀30年后：回应变革中的中国”研讨会。讨论组成员包括德国绿党领导卡特琳·戈林-埃克哈特、阿格涅什卡·布鲁格和于尔根·特立丁。2017年获得德国政府政治庇护的香港民运人士黄台仰和李东昇也出席会议。

## 各方回应
中國外交部發言人耿爽在例行記者會上，照例重申中國官方對「上世紀80年代末發生的那場政治風波」的立場。他強調，中國政府早已就該場「政治風波」有明確的結論，新中國成立70年來取得巨大的發展成就，充分證明中國選擇的發展道路完全正確。耿爽的回答后来被收录于外交部官方网站的发言人表态记录中。
中国国务委员兼国防部长魏凤和上将在出席新加坡安全论坛“香格里拉对话”时，回答了英国《每日电讯报》记者严倩君关于中国军队是否会承认六四事件的问题。他将六四事件定性为政治动乱，表示经过30年，中国发生了“翻天覆地”变化：“难道我们对六四处理的不对吗？”，“六四事件是有结论的，中国采取果断措施，制止并平息动乱，这是正确方略，保持中国稳定。”